# Morning (brigantino a palo)
La Morning (mattino, in inglese) fu un brigantino a palo a vapore. Utilizzata inizialmente come nave baleniera è nota per aver effettuato due viaggi di rifornimento in Antartide e come nave soccorso durante la spedizione della Discovery di Robert Scott.

## Storia
Costruita nei cantieri Svend Foyn di Tønsberg in Norvegia come nave baleniera venne varata nel 1871 con il nome di Morgenen. Acquistata nel 1901 come nave di supporto per la spedizione Discovery ad un prezzo di 3 880 sterline salpa nel settembre dello stesso anno con destinazione Inghilterra dove viene preparata per la missione e ribattezzata Morning (la traduzione inglese del nome originale norvegese).

## In Antartide
La nave salpa da Londra il 2 luglio 1902 con 8 ufficiali (tra cui Edward Evans), 9 marinai e tre fuochisti. Dopo uno scalo a Madera arriva a Lyttelton (Nuova Zelanda) il 16 novembre 1902.
Il 6 dicembre la nave salpa per effettuare primo viaggio di rifornimento per conto della spedizione Discovery. Il giorno di Natale l'equipaggio avvista due isole non presenti sulle mappe. Viene effettuato uno sbarco per rivendicare il territorio in nome dell'Impero britannico: la nave resta al largo per circa 20 minuti prima di riprendere il suo viaggio verso sud mentre nel frattempo sono raccolti campioni di roccia e di flora. Le isole sono conosciute oggi con il nome di Scott ed Haggitt's Pillar
Il gruppo di Scott che era giunto in Antartide a bordo della Discovery aveva preparato un complesso sistema di "caselle postali" dove lasciare indicazioni utili per trovare il campo base all'equipaggio della Morning. Il sistema funziona e la nave riesce ad avvistare gli alberi della Discovery poco prima della mezzanotte del 23 gennaio 1903.
I rifornimenti sono trasportati sulla banchisa sino alla Discovery. Ernest Shackleton sale sulla Morning e fa ritorno in Nuova Zelanda in quanto affetto da scorbuto e viene sostituito dal sottotenente G.F.A. Mulock. Diversi altri membri della spedizione ricevono il cambio da uomini imbarcati sulla Morning. La nave lascia il canale McMurdo il 2 marzo ed arriva in Nuova Zelanda il 25 marzo 1903.
La Morning fa ritorno in Antartide una seconda volta in compagnia della Terra Nova nel 1903 e raggiunge Hut Point il 5 gennaio 1904. Sono state inviate due navi per consentire di evacuare la Discovery nel caso fosse ancora bloccata nella banchisa. Il ghiaccio comunque si rompe e le tre navi possono far ritorno insieme in Inghilterra.
I racconti dei viaggi, scritti dal marinaio Leonard Burgess sono conservati nella Macmillan Brown Library, University of Canterbury.

## Gatti
La Morning aveva diversi gatti a bordo:
- Bobs il gatto di J.D. Morrison. Caduto fuoribordo nel tragitto da Madeira alla Nuova Zelanda.
- Night, una femmina nera.[3]
- Noon, Night's due gatti bianchi.[3]
- Morning, un soriano grigio caduto fuoribordo.[3]